# Xerotyphlops
Xerotyphlops is een geslacht van slangen uit de familie wormslangen (Typhlopidae).

## Naam en indeling
De wetenschappelijke naam van de groep werd voor het eerst voorgesteld door Stephen Blair Hedges, Angela B. Marion, Kelly M. Lipp, Julie Marin en Nicolas Vidal in 2014. Er zijn zes soorten, inclusief de pas in 2017 beschreven soort Xerotyphlops luristanicus. De slangen werden eerder aan andere geslachten toegekend, zoals Typhlops en Argyrophis.
De geslachtsnaam Xerotyphlops betekent vrij vertaald 'woestijn-blindogen'.

## Verspreiding en habitat
De slangen komen voor in delen van Europa, Azië en het Midden-Oosten en leven in de landen Montenegro, Albanië, Servië, Noord-Macedonië, Bulgarije, Griekenland, Turkije, Cyprus, Rusland, Armenië, Azerbeidzjan, Georgië, Turkmenistan, Tadzjikistan, Syrië, Israël, Libanon, Jordanië, Oezbekistan, Iran, Afghanistan, Mauritanië, Jemen, mogelijk in Irak, Egypte en Pakistan.
De habitat bestaat uit gematigde bossen, rotsige omgevingen, droge savannen en verschillende typen scrublands en graslanden. Veel soorten komen voor in door de mens aangepaste streken zoals plantages en akkers.

## Beschermingsstatus
Door de internationale natuurbeschermingsorganisatie IUCN is aan vier soorten een beschermingsstatus toegewezen. Een soort wordt beschouwd als 'veilig' (Least Concern of LC) en drie soorten als 'onzeker' (Data Deficient of DD).

## Soorten
Het geslacht omvat de volgende soorten, met de auteur, de beschermingsstatus en het verspreidingsgebied.
| Naam                                         | Auteur          | Verspreidingsgebied | Beschermingsstatus |
| -------------------------------------------- | --------------- | --- | ------------------ |
| Xerotyphlops etheridgei                      | Wallach, 2002   | Mauritanië |                    |
| Xerotyphlops luristanicus                    | Torki, 2017     | Iran | Niet geëvalueerd   |
| Xerotyphlops socotranus                      | Boulenger, 1889 | Jemen |                    |
| Xerotyphlops syriacus                        | Jan, 1864       | Syrië, Israël, Libanon, Jordanië | Niet geëvalueerd   |
| Slanke wormslang (Xerotyphlops vermicularis) | Merrem, 1820    | Montenegro, Albanië, Servië, Noord-Macedonië, Bulgarije, Griekenland, Turkije, Cyprus, Rusland, Armenië, Azerbeidzjan, Georgië, Turkmenistan, Tadzjikistan, Oezbekistan, Iran, Afghanistan, mogelijk in Irak, Egypte en Pakistan |                    |
| Xerotyphlops wilsoni                         | Wall, 1908      | Iran |                    |